# 久之浜港
久之浜港（ひさのはまこう）は、福島県いわき市久之浜町久之浜にある地方港湾である。市北部の久之浜地区にある殿上崎北側に位置する港であり、地方港湾（避難港）である久之浜港と、第2種漁港である久之浜漁港が整備されている。
大正時代より防波堤を築き、昭和初期に泊地浚渫を行い漁港としての形が整えられてきた。水産業の発展と船舶の大型化のため漁港設備が対応できなくなったことから1951年7月10日より福島県が管理者となり整備、維持管理が行われてきた。また、当地周辺の海域は好漁場であり各地から漁船が集中するうえ、北海道航路に当たるにもかかわらず、南側のいわき市平薄磯にある塩屋埼から南相馬市鹿島区にある烏崎までおよそ60Kmにわたり海岸線の変化に乏しく、投錨地がほとんど無かったため、1957年5月20日に避難港として地方港湾に指定された。1960年5月12日に港湾区域の指定が行われ、1962年度より地方港湾としての整備が行われてきた。1980年度には沖防波堤の建設が着手され、1989年度に竣工した。現在では砂利の積出港としても機能している。

## 沿革
- 1913年～1917年 - 県費補助により漁港の東防波堤が築造される。
- 1932年～1934年 - 時局匡救事業として漁港の東、西、南防波堤が築造される。
- 1934年～1935年 - 凶作対策工事として泊地浚渫工事が行われる。
- 1951年7月10日 - 福島県が管理者となる。
- 1957年5月20日 - 地方港湾（避難港）に指定される。
- 1960年5月12日 - 久之浜港の港湾区域が告示される。
- 1962年度 - 地方港湾整備が始められる。
- 1980年度 - 久之浜港沖防波堤の整備が着手される。
- 1989年度 - 沖防波堤が竣工する。
- 2011年3月11日 - 東日本大震災による津波により被災。
- 2013年10月17日 - 被災後初の試験操業が漁港より出港する。
- 2019年9月6日 - 久之浜魚市場が震災後8年ぶりに再開される。

## 漁業種別
- 沖合底引網漁
  - サケ
  - カレイ[2]

## 周辺
- 福島県道157号久之浜港線
- 福島県道161号久ノ浜停車場線
- 福島県道395号四倉久之浜線（旧国道6号）
- 大久川